# Шкељзен
Шкељзен или Бербат (алб. Shkëlzen) је насељено место у општини Тропоја у округу Кукеш, Албанија. Према попису из 1989. године било је 224 становника.
Према османском попису из 1485. године за Алтин, Бербад (Бербат) има осам кућа.
Шкељзен су једно од насеља племена Гаши.